# 苏珊·班尼特
苏珊·班尼特（1949年—）是一名美国配音員，知名於被媒体广泛地报道她曾經为美国苹果公司所推出的iPhone 4S上的个人语音助理Siri的美国英语女声配音。

## 教育
班尼特曾就读于纽约州克林顿縣的克林顿中央学校，接着就读布朗大学，在那里她是一名爵士乐队的成员，之后也曾在伯克利音乐学院求学。

## 职业生涯
於1974年，班尼特意外成为配音女演员，当时她为亚特兰大第一国民银行录制的录音成为了“提款機蒂莉（Tillie the All-Time Teller）”——世界上第一台ATM的提示语音。
班尼特的声音可以在达美航空公司的各种终端、广告、自动取款机、GPS导航软件以及 电话系统中被发现用作公共广播系统语音提示。

### Siri
2005年6月，一家名叫ScanSoft的软件公司开始为一个涉及语言建设项目的数据库寻找合适的人声。最终ScanSoft公司通过GM Voices找到班尼特。2005年7月，她在一个月内每天在家庭录音室中工作四个多小时，来录制包括短语和句子，当时距离iPhone 4S上市还有6年的时间。这些录音片段再串连成各种单词、句子和段落并在Siri中被使用。
直到2011年11月，一个朋友通过邮件联系她向她询问iPhone广告中Siri的声音是否是她的时，班尼特才意识到她自己可能是“Siri的声音”。虽然苹果公司至今尚未公开承认班尼特就是Siri的真声，但CNN所聘请的专家进行音频取证后作出了100%的把握证明，班尼特和Siri是相同的声音。

## 个人生活
在某一时间，她嫁给了NHL球员亚特兰大火焰队的柯特·班尼特。班尼特目前居住在亚特兰大。